# The Videos 1989–2004
The Videos 1989-2004 – DVD amerykańskiego zespołu Metallica wydane przez wytwórnię Warner Bros.
Płyta zawiera wszystkie klipy kapeli począwszy od kontrowersyjnego "One", aż po "Some Kind of Monster". W sumie to 144 minuty, w formacie obrazu 4:3, w formacie dźwięku PCM Stereo oraz 5.1 Dolby Surround Sound. Krążek zawiera kilka dodatków m.in. zwiastun filmu Some Kind of Monster i alternatywną wersję "One". W ciągu pierwszego tygodnia sprzedaży rozszedł się w 28 000 egzemplarzy. W 2006 znalazł się na 3. miejscu listy "Billboard Top Videos".
W Polsce nagrania trafiły na półki sklepowe 4 grudnia 2006 roku i uzyskały certyfikat złotej płyty DVD.
DVD zajęło 3. pozycję w kategorii DVD of the Year (DVD roku) w ramach Classic Rock Awards 2007 organizowanych przez magazyn "Classic Rock".

## Lista klipów
| Nr  | Tytuł utworu                           | Długość |
| --- | -------------------------------------- | ------- |
| 1.  | „One”                                  | 7:41    |
| 2.  | „Enter Sandman”                        | 5:28    |
| 3.  | „The Unforgiven”                       | 6:21    |
| 4.  | „Nothing Else Matters”                 | 6:24    |
| 5.  | „Wherever I May Roam”                  | 6:05    |
| 6.  | „Sad but True”                         | 5:26    |
| 7.  | „Until It Sleeps”                      | 4:32    |
| 8.  | „Hero of the Day”                      | 4:30    |
| 9.  | „Mama Said”                            | 4:51    |
| 10. | „King Nothing”                         | 5:26    |
| 11. | „The Memory Remains”                   | 4:37    |
| 12. | „The Unforgiven II”                    | 6:33    |
| 13. | „Fuel”                                 | 4:35    |
| 14. | „Turn the Page”                        | 5:49    |
| 15. | „Whiskey in the Jar”                   | 4:43    |
| 16. | „No Leaf Clover”                       | 5:33    |
| 17. | „I Disappear”                          | 4:28    |
| 18. | „St. Anger”                            | 5:50    |
| 19. | „Frantic”                              | 4:55    |
| 20. | „The Unnamed Feeling”                  | 5:29    |
| 21. | „Some Kind of Monster”                 | 4:28    |
| 22. | „2 of One – Introduction”              | 6:00    |
| 23. | „One" (Jammin' Version)”               | 5:27    |
| 24. | „The Unforgiven" (Theatrical Version)” | 11:29   |
| 25. | „Some Kind of Monster – Film Trailer”  | 2:27    |
|     |                                        | 2:19:07 |